# 近江电影大世界
近江电影大世界位于杭州市近江路1号1幢4楼，是浙江省电影有限公司旗下的第十家“浙江时代院线”影院，位于“好又多”超市四楼，占地面积4800平方米，11个影厅可容千余观众。2008年7月10日开业，目前该影院实行全年半价。
2015年2月19日上午9时20分许,杭州近江电影大世界发生火灾。